# Серебряков Валерій Олексійович
Валерій Олексійович Серебряков (8 червня 1939, Нижній Новгород, РФ — 3 червня 2019, Ялта, Україна) — радянський артист. Заслужений артист РРФСР (14.02.1980).

## Життєпис
Народився 8 червня 1939 року в місті Нижній Новгород. В родині циркового акробата Олексія Серебрякова. Вийшов на манеж в 1952 році в номері вольтижна акробатики в парі з батьком, з 1961 року виконував «Комічний еквілібрування». У пантомімі «Пароплав йде Аню-Я» створив образ боязкого кочегара, в театралізованій виставі «Цирк на воді» — сором'язливого юнги. У 1972—1983 роках був партнером Станіслава Щукіна. Їх клоунські маски: довірливо наївний простачок (Серебряков) і впевнений в собі красунчик (Щукін). Перша вихідна реприза відразу чітко визначала характери і взаємини цих комічних персонажів. Брали участь і гастролях за кордоном (Франція, Бельгія). Жив в українському місті Ялта, останніми роками страждав від хвороби Альцгеймера, а недавно отримав перелом шийки стегна. До восьмидесятирічного ювілею Валерій Олексійович не дожив 5 днів.

## Фільмографія
- Клоуни і діти (1976)
- Манеж (1980)

## Нагороди та відзнаки
- Володар великої медалі паризького цирку «Бугліон», Імператорського кубка Японії.